# Centralni algonkijski jezici
Centralni algonkijski jezici, središnja skupina algonkijskih jezika kojima govori skupina indijanskih plemena na području Labradora i oko Velikih jezera u SAD-u i Kanadi. sastoji se od barem dvije podskupine, a. cree-montagnais-naskapi s devet jezika; i b. ojibwa sa (8) jezika; kao i jezika kickapoo [kic]; menominee [mez]; meskwaki [sac]; miami [mia]; potawatomi [pot] i shawnee [sjw]

## Vanjske poveznice
- Ethnologue (14th)
- Ethnologue (15th)